# Como (Karolina Północna)
Como – miasto w Stanach Zjednoczonych, w stanie Karolina Północna, w hrabstwie Hertford.